# Serie Mundial Amateur de Béisbol de 1941
La IV Serie Mundial Amateur de Béisbol se llevó a cabo en La Habana, Cuba del 27 de septiembre al 22 de octubre de 1941. Venezuela se coronó campeón en el juego final 3-1 ante Cuba. El jugador más valioso fue  José Casanova.

## Hechos destacados
- Con el título de Venezuela se decretó el 22 de octubre como Día Nacional del Deporte en ese país por el General Isaías Medina Angarita.
- Participaron por primera vez las selecciones de Panamá, República Dominicana y El Salvador.

## Primera Ronda
Venezuela y Cuba empataron por lo que fue necesario disputarse un juego final.
| Posición | Equipo               | Ganados | Perdidos |
| -------- | -------------------- | ------- | -------- |
| 1        | Venezuela            | 7       | 1        |
| 2        | Cuba                 | 7       | 1        |
| 3        | México               | 6       | 2        |
| 4        | Panamá               | 5       | 3        |
| 5        | República Dominicana | 5       | 3        |
| 6        | Estados Unidos       | 2       | 6        |
| 7        | Nicaragua            | 2       | 6        |
| 8        | Puerto Rico          | 1       | 7        |
| 9        | El Salvador          | 1       | 7        |

## Juego Final
El juego se disputó el 22 de octubre.
- Venezuela superó 3-1 a  Cuba en el juego final.

| Posición | Equipo    | Ganados | Perdidos |
| -------- | --------- | ------- | -------- |
| 1        | Venezuela | 1       | 0        |
| 2        | Cuba      | 0       | 1        |

| Venezuela         |
| Campeón Venezuela |
| Primer título     |

## Clasificación Final
| Posición | Equipo               | Ganados | Perdidos |
| -------- | -------------------- | ------- | -------- |
| 1        | Venezuela            | 8       | 1        |
| 2        | Cuba                 | 7       | 2        |
| 3        | México               | 6       | 2        |
| 4        | Panamá               | 5       | 3        |
| 5        | República Dominicana | 5       | 3        |
| 6        | Estados Unidos       | 2       | 6        |
| 7        | Nicaragua            | 2       | 6        |
| 8        | Puerto Rico          | 1       | 7        |
| 9        | El Salvador          | 1       | 7        |